# Edward Backhouse
Edward Backhouse (Darlington, 8 maggio 1808 – Hastings, 22 maggio 1879) è stato un filantropo e scrittore inglese, esperto di storia ecclesiastica.
Fondò il quotidiano Sunderland Echo e nel 1854 divenne ministro predicatore della comunità quacchera.
Early Church History to the death of Constantine fu pubblicato postumo nel 1884.

## Biografia
Figlio di Maria e di Edward Backhouse of Darlington, nel 1816 si trasferì con la famiglia a Sunderland, dove trascorse tutta la vita.
Divenne socio della banca Backhouse & Co, ma non partecipò mai attivamente al business dell'azienda di famiglia, dedicandosi a partire dal 1854 alla Religious Society of Friends of Truth e alle sue attività filantropiche, che gli diedero l'opportunità di viaggiare nelle missioni della Francia e della Norvegia. Divenuto ministro predicatore, nel 1862 e nel 1863 prestò servizio al raduno nazionale della comunità quacchera inglese noto come London Yearly Meeting.
Nel 1856 Backhouse sposò Katherine Mounsey, con la quale non ebbe figli.
Di idee politiche liberali, a Sunderland promosse la creazione di un'infermeria e la nascita della Temperance Society, movimento civico che contrastava il consumo di alcolici.

Inoltre, fu tesoriere della Società Biblica locale e contribuì all'istituzione di organizzazioni benefiche come la Sunderland Indigent Sick Society e la British and Foreign School Society, nonché dei riformatori minorili e dell'edificio chiamato Athenauem
Fu a capo di un'associazione delle contee del nord che avversavano i Contagious Diseases Acts approvati dal Parlamento inglese nel 1864. Le norme imponevano un periodo di internamento ospedalieri di tre mesi per gli affetti da malattie veneree nelle Forze Armate e nella popolazione civile. 

Uno dei suoi sostenitori fu il politico inglese Samuel Storey (1841-1925), sindaco di Sunderland dal 1881 al 1895. Storey e Backhouse furono fra i cofondatori del quotidiano Sunderland Echo, nel 1873.